# Campeonato Mundial de Ciclismo em Estrada de 2001
O LXVIII Campeonato Mundial de Ciclismo em Estrada realizou-se em Lisboa (Portugal) entre o 9 e o 14 de outubro de 2001, organizado pela União Ciclista Internacional (UCI) e a Federação Portuguesa de Ciclismo. Partida e chegada situava se na Avenida General Correia Barreto consistia num circuito pela mata de monsanto 
O campeonato constou de corridas nas especialidades de contrarrelógio e de estrada, nas divisões elite masculino, elite feminino e masculino sub-23; ao todo outorgaram-se seis títulos de campeão mundial.

## Resultados

### Masculino
- Contrarrelógio

| Posto  | Ciclista        | País        | Tempo   |
| ------ | --------------- | ----------- | ------- |
| Ouro   | Jan Ullrich     | Alemanha    | 51:50,0 |
| Prata  | David Millar    | Reino Unido | 51:56,3 |
| Bronze | Santiago Botero | Colômbia    | 52:01,7 |

- Estrada

| Posto  | Ciclista        | País      | Tempo   |
| ------ | --------------- | --------- | ------- |
| Ouro   | Óscar Freire    | Espanha   | 6:07:21 |
| Prata  | Paolo Bettini   | Itália    | 6:07:21 |
| Bronze | Andrej Hauptman | Eslovênia | 6:07:21 |

### Feminino
- Contrarrelógio

| Posto  | Ciclista       | País    | Tempo    |
| ------ | -------------- | ------- | -------- |
| Ouro   | Jeannie Longo  | França  | 29:08,55 |
| Prata  | Nicole Brändli | Suíça   | 29:08,96 |
| Bronze | Dori Ruano     | Espanha | 29:53,16 |

- Estrada

| Posto  | Ciclista           | País     | Tempo   |
| ------ | ------------------ | -------- | ------- |
| Ouro   | Rasa Polikevičiūtė | Lituânia | 3:12:05 |
| Prata  | Edita Pučinskaitė  | Lituânia | 3:12:05 |
| Bronze | Jeannie Longo      | França   | 3:12:05 |

### Sub-23
- Contrarrelógio

| Posto  | Ciclista       | País           | Tempo    |
| ------ | -------------- | -------------- | -------- |
| Ouro   | Danny Pate     | Estados Unidos | 46:29,35 |
| Prata  | Sebastian Lang | Alemanha       | 47:07,70 |
| Bronze | James Perry    | Austrália      | 47:08,70 |

- Estrada

| Posto  | Ciclista          | País    | Tempo   |
| ------ | ----------------- | ------- | ------- |
| Ouro   | Yaroslav Popovych | Ucrânia | 4:02:43 |
| Prata  | Giampaolo Caruso  | Itália  | 4:03:00 |
| Bronze | Ruslan Gryshenko  | Ucrânia | 4:04:15 |

## Medalhas
| Evento | Ouro           | Prata | Bronze | Total |    |
| 1      | Alemanha       | 1     | 1      | 0     | 2  |
|        | Lituânia       | 1     | 1      | 0     | 2  |
| 3      | Espanha        | 1     | 0      | 1     | 2  |
|        | França         | 1     | 0      | 1     | 2  |
|        | Ucrânia        | 1     | 0      | 1     | 2  |
| 6      | Estados Unidos | 1     | 0      | 0     | 1  |
| 7      | Itália         | 0     | 2      | 0     | 2  |
| 8      | Reino Unido    | 0     | 1      | 0     | 1  |
|        | Suíça          | 0     | 1      | 0     | 1  |
| 10     | Austrália      | 0     | 0      | 1     | 1  |
|        | Colômbia       | 0     | 0      | 1     | 1  |
|        | Eslovênia      | 0     | 0      | 1     | 1  |
|        | TOTAL          | 6     | 6      | 6     | 18 |